# 便雅悯支派
便雅悯支派是以色列十二支派之一，为以色列始祖雅各和拉结的最小儿子便雅悯的后代。便雅悯是雅各和拉结的小儿子。

## 歷史
以色列第一任國王掃羅王便是出自便雅悯支派。公元前931年以色列第三任國王所羅門王去世後，以色列十個支派脫離大衛王朝，王國分裂后与犹大支派组成了新的犹大国，仍然是以南部的耶路撒冷为都城。

## 旧约時代名人
- 扫罗王
- 約拿單
- 伊施波设
- 末底改

## 新約時代名人
- 使徒保羅